# Uwe Bolten
Pour les articles homonymes, voir Bolten.
Uwe Bolten, né le 20 juillet 1959 à Mönchengladbach, est un coureur cycliste ouest-allemand actif de 1976 à 1989.

## Biographie
Bolten apparaît sur la scène internationale en 1976 à l'occasion de la course en ligne des Championnats du monde sur route juniors où il se classe 11e, l'année suivante, il termine cette fois à une belle 6e place à 53s du vainqueur. En 1978, il remporte la course amateure du Tour de Düren ainsi que deux étapes du Tour de Rhénanie-Palatinat. La saison suivante, il termine deuxième du classement général de ce tour et passe professionnel dans l'équipe IJsboerke où il dispute la classique Paris-Tours qu'il finit à la 18e place. En 1980, il se classe notamment 15e du Tour des Pays-Bas. L'année suivante, sur le Tour de Suisse, il termine 2e du prologue inaugural ; en mai, il se classe dans le top 10 du Grand Prix de Wallonie. En 1982, il prend le départ de son premier Grand tour, le Tour d'Italie. Il est vice-champion d'Allemagne sur route cette année-là, devancé par Hans Neumayer. L'édition suivante, il termine 3e de la course en ligne de son championnat et est à nouveau vice-champion d'Allemagne en 1984. En 1989, dorénavant dans l'équipe Titanbonifica-Benotto, Bolten participe au Tour d'Espagne mais ne termine pas ce tour. Quant au cyclisme sur piste, il participe aux Six Jours de Stuttgart avec Danny Clark qu'il remporte.

## Palmarès sur route
- 1978
  - Rund um Düren
  - 2 étapes du Tour de Rhénanie-Palatinat
- 1979
  - 2e du Tour de Rhénanie-Palatinat
- 1982
  - 2e du championnat d'Allemagne sur route
- 1983
  - 3e du championnat d'Allemagne sur route
- 1984
  - 2e du championnat d'Allemagne sur route

### Résultats sur les Grand tours

#### Tour d'Italie
1 participation : 
- 1982 : 86e

#### Tour d'Espagne
1 participation : 
- 1989 : hors-délais

## Palmarès sur piste

### Par année
- 1987
  -  Médaillé de bronze du championnat d'Europe de course derrière derny

- 1989
  - Six Jours de Stuttgart